# Лаффит-Клаве, Андре-Жозеф

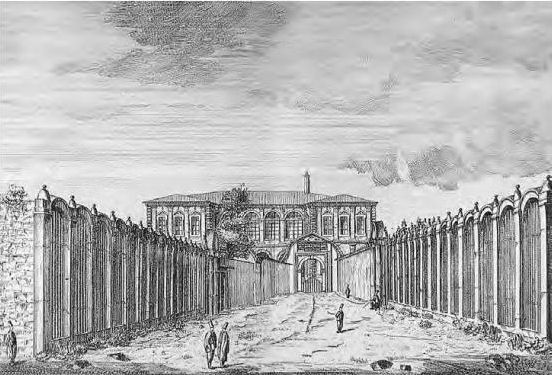
Королевская инженерная школа в Мезьере, рисунок Махмуда Раефа Ефенди, Константинополь, 1789 год

Андре-Жозеф Лаффит-Клаве (фр. André-Joseph Lafitte-Clavé), известный также как Андре-Жозеф де Лаффит (1740—1794) — французский военный инженер. Родился в 1740 году в поместье Клаве (фр. Clavé) коммуны Монкрабе (фр. Moncrabeau). Выпускник Королевской инженерной школы в Мезьере. Получил звание полковника 1 апреля 1791 года и полевого маршала 25 октября 1792 года.
Известен своим участием во французской военной миссии, организованной королём Людовиком XVI, которая оказывала военную помощь Османской империи с 1784 по 1788 год. В задачи миссии входило обучение турецкой армии последним европейским достижениям в фортификации, а также оснащение турецкого флота современной артиллерией. Вплоть до Французской революции в 1789 году 300 военных специалистов из Франции, в основном военных инженеров и артиллеристов, работали в Турции.
С 1784 года Андре-Жозеф Лаффит-Клаве преподавал фортификацию и военное инженерное дело в военно-инженерном училище Мюхендисхане-и Хумаюн (тур. Mühendishâne-i Hümâyûn), основанном великим визирем Халилом Хамидом-пашой. Преподавание, как и все учебники по математике, астрономии, механике, оружию, тактике ведению войны и методам навигации были на французском языке. Большинство французских военных специалистов были вынуждены покинуть Турцию в 1788 году по условиям договора между Россией и Турцией. Андре-Жозеф Лаффит-Клаве покинул Турцию в этом же году. Окончательно сотрудничество между Францией и Турцией прекратилось к 1798 году
В 1784 году Андре-Жозеф Лаффит-Клаве посетил и детально описал турецкую крепость на черноморском острове Березань. Лаффит-Клаве дал рекомендации туркам по укреплению крепости, однако турки к рекомендациям не прислушались.
Андре-Жозеф Лаффит-Клаве умер в 1794 году в Перпиньяне.